# Emma Watson
Emma Charlotte Duerre Watson (Parijs, 15 april 1990) is een Brits actrice die onder meer Hermelien Griffel speelde in de acht Harry Potter-films. Andere films waarin ze speelde zijn onder meer Little Women, Ballet Shoes, Noah, The Tale of Despereaux, The Bling Ring, The Perks of Being a Wallflower, Beauty and the Beast en The Circle.

## Biografie

### Familie
Watson is de dochter van twee Engelse advocaten. Tot haar vijfde woonde ze in Frankrijk, na de scheiding van haar ouders verhuisde ze op vijfjarige leeftijd naar Oxfordshire (Groot-Brittannië), samen met haar moeder en broer. De familie Watson is na de scheiding van Emma's ouders gegroeid, aangezien haar gescheiden ouders allebei kinderen hebben gekregen met hun nieuwe partners. Haar vader heeft een eeneiige tweeling en een zoon. Haar moeders partner heeft twee zonen, die regelmatig met haar optrekken. Watsons eigen broer heeft een bijrolletje gehad als figurant in twee Harry Potter films en haar twee halfzusjes waren te zien in Ballet Shoes.

### School
Op de basisschool raakte ze geïnteresseerd in poëzie en kunst en haar talenten werden al vroeg opgemerkt. Ze won op zevenjarige leeftijd de Daisy Pratt poëziewedstrijd, een poëziewedstrijd tussen de leerlingen van haar school, met haar recitatie van The Sea door James Reeves. Op achtjarige leeftijd ging Watson naar de Dragon School. Ze werd daar lid van het debatteam. Daarnaast ging ze ook door met het maken van kunst, voornamelijk poëzie en tekeningen, en het spelen van hockey. In juni 2003 ging ze naar de Headington School, een particuliere meisjesschool.
Nadat ze naar Oxford is verhuisd met haar moeder en broer, ging ze naar de Dragon School, een onafhankelijke 'Prep school', vergelijkbaar met de basisschool vanaf groep vier, tot juni 2003 toen ze naar Headington School ging, een openbare school voor meisjes, ook in Oxford. Op de set van Harry Potter kregen Watson en haar mede-acteurs tot vijf uur per dag les. Hoewel ze zich op het filmen concentreerde haalde ze goede cijfers. In juni 2006 had Watson haar examens, de zogenaamde GCSE's, in tien vakken. De GCSE's zijn te vergelijken met het eindexamen op de middelbare school. Ze haalde acht keer een A* en twee keer A. Ze werd door het behalen van zulke hoge cijfers het doelwit van vriendelijke grappen op de set van Harry Potter. Ze behaalde A's in haar 'A-Level', vergelijkbaar met het Nederlandse vwo, examens voor Engelse literatuur, aardrijkskunde en kunst in 2008 en in haar 'AS Level', vergelijkbaar met het Nederlandse havo, examen in Kunstgeschiedenis.
Watson studeerde Liberal Arts aan de Brown-universiteit in Providence in de Verenigde Staten. In gesprekken met Jonathan Ross en David Letterman in juli 2009 vertelde ze dat, na als kind veel school gemist te hebben door filmopnamen, de Amerikaanse universiteiten haar meer aanspraken dan de Britse, waar je één ding kiest en daar drie jaar lang op studeert. In de herfst van 2011 deed ze mee aan een uitwisseling, waardoor ze tijdelijk aan Worcester College (Universiteit van Oxford) studeerde. Watson haalde op 25 mei 2014 haar bachelor aan de Brown Universiteit.
Watson heeft meer dan 10 miljoen pond verdiend met de Harry Potterfilms en ze heeft toegegeven dat ze nooit meer voor geld hoeft te werken. Ze was zesde op de Forbes lijst van "Most Valuable Young Stars" in maart 2009. Ze heeft toen echter gezegd niet van school af te gaan om fulltime actrice te worden. "Mensen begrijpen niet waarom ik het niet wil ... maar door school blijf ik in contact met mijn vrienden. Het houdt me in contact met de realiteit" zegt Watson. Ze heeft zich positief uitgelaten over het werken als actrice als kind. Ze zegt dat haar ouders en haar collega's de ervaring positief maakten.
Watson heeft een hechte vriendschap met haar mede-hoofdrolspelers uit de Harry Potterfilm, Daniel Radcliffe en Rupert Grint. Ze beschrijft hen als een "uniek ondersteuningssysteem" voor de stress van het filmen. Ze zei na tien jaar samenwerken dat "ze nu echt als mijn broers zijn".

### Talenten en hobby's
Ze vertelt dat haar favoriete bezigheden dansen, zingen, hockey, tennis, kunst en vliegvissen zijn. Daarnaast doneert ze aan het WTT (Wild Trout Trust), een organisatie die de enige Britse forelsoort beschermt. Ze beschrijft zichzelf als “I’m a bit of a feminist” ("best wel feministisch") en bewondert mede-acteurs Johnny Depp en Julia Roberts.

## Carrière
Watson wilde al sinds haar zesde actrice worden. Haar grootmoeder vroeg aan haar wat ze wilde en ze antwoordde: "Een fee, een prinses en een matras" (ze sprak het woord voor actrice verkeerd uit). Sinds haar tiende heeft ze een aantal jaar les gehad op de "Stagecoach Theatre Arts" in Oxford, een parttime theaterschool. Ze leerde er zingen, dansen en acteren. Op tienjarige leeftijd speelde ze al in enkele schoolproducties, waaronder Arthur: The Young Years en The Happy Prince, en producties van het Stagecoach Theatre. Watson had echter nog geen professionele ervaring in acteren voordat ze op negenjarige leeftijd werd ingezet als Hermione.

### Harry Potter

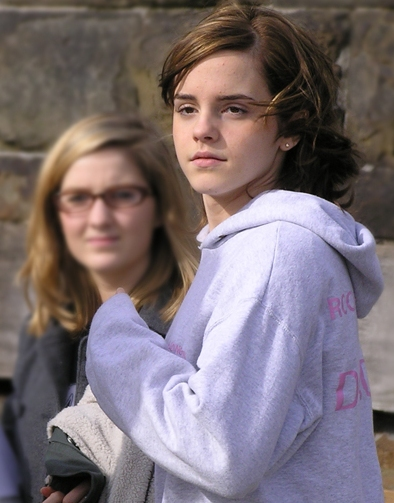
Emma Watson in 2007

In 1999 begonnen de audities voor Harry Potter en de Steen der Wijzen, de verfilming van het gelijknamige boek door J. K. Rowling. De belangrijkste rollen waren die van Harry Potter en zijn twee beste vrienden Hermelien Griffel en Ron Wemel. De filmmakers vonden haar met de hulp van haar leraar op het Stagecoach Theatre. De producers waren onder de indruk van het zelfvertrouwen van Watson. Na acht audities maakte de producer David Heyman bekend aan de acteurs dat Daniel Radcliffe, Rupert Grint en Emma Watson de rollen van Harry Potter, Ron Wemel en Hermelien Griffel hadden gekregen. Rowling heeft gezegd dat ze Emma al sinds haar eerste audities steunde.
Harry Potter en de Steen der Wijzen 2001 was Watsons debuut in een film. De film brak records voor het hoogste bezoekersaantal op een openingsdag en in het openingsweekend. Het werd uiteindelijk de film met de hoogste opbrengst van 2001. Recensenten loofden de prestaties van de drie hoofdrolspelers, vaak met Watson als uitblinker. The Daily Telegraph noemde haar optreden "bewonderenswaardig", en IGN zei dat Watson "de show stal". Watson werd voor zes prijzen genomineerd voor haar rol in de Steen der Wijzen, waar ze er uiteindelijk een van won namelijk de Young Artist Award voor "jonge actrice in een hoofdrol".
Een jaar later verscheen Watson weer als Hermelien in Harry Potter en de Geheime Kamer, de tweede film van de Harry Potterfilmserie. De film kreeg zowel positieve als negatieve kritieken, maar de recensenten waren over het algemeen positief over de optredens van de hoofdrolspelers. De Los Angeles Times zei dat Watson en haar vrienden volwassener waren geworden tussen de eerste en de tweede film, terwijl The Times de regisseur, Chris Columbus, bekritiseerde, omdat hij Watsons populaire personage te weinig naar voren bracht. Watson werd voor vier prijzen genomineerd en won er ook vier, waaronder een Otto Award van het Duitse tijdschrift Bravo.
In 2004 kwam het derde deel in de serie, Harry Potter en de Gevangene van Azkaban uit. Watson was tevreden met de veranderingen in haar personage en noemde het personage "charismatisch" en "een fantastische rol om te spelen". Critici vonden de prestatie van Radcliffe slecht, maar loofden Watson. The New York Times zei: "Gelukkig is de saaiheid van Mr. Radcliffe afgewisseld door de pittige ongeduldigheid van Ms. Watson. Harry mag misschien zijn toenemende magische vaardigheden tonen, maar Hermelien... die verdient het grootste applaus voor haar onmagische vuistslag op Draco Malfidus' verdienende neus." Haar naam heeft daardoor een tijd op plaats 8 in de Lycos Top 50, een lijst van meest gebruikte zoektermen op Lycos, gestaan. Zij is de enige van de nieuwe "Potter-sterren" die op die lijst heeft gestaan. Hoewel de film de laagste wereldwijde opbrengst uit bioscoopbezoeken van de Harry Potterfilms heeft gehaald (per juli 2009), heeft Watson onder andere drie Otto Awards en de prijs voor "Child Performance of the Year" van Total Film gewonnen. In totaal werd Watson voor acht prijzen genomineerd waarvan ze er zes heeft gewonnen.
Watson vervolgde haar rol als Hermelien in de vierde film in de Harry Potterfilmserie: Harry Potter en de Vuurbeker, die op 23 november 2005 in Nederland en België uitkwam. Zowel Watson als de film bereikten een nieuwe mijlpaal. De film behaalde de hoogste opbrengst in een Harry Potter openingsweekend (in de bioscoop). Ook werden de hoogste opbrengsten voor een openingsweekend, met uitzondering van de maand mei, in de Verenigde Staten en een openingsweekend in het Verenigd Koninkrijk behaald. Critici loofden de toenemende volwassenheid van Watson en haar tiener-collega's. De New York Times noemde haar optreden "aandoenlijk serieus". Voor Emma was het meeste humoristische in de film de spanning tussen de drie hoofdpersonages die het opgroeien met zich meebrengt. Ze zei: "Ik hield van het geruzie ... Ik vind dat het realistischer is dat ze ruziën en dat er problemen zijn." Emma werd voor de film voor acht prijzen genomineerd en won er vijf waarvan twee Otto Awards en een Empire Award. Later dat jaar werd ze de jongste persoon ooit die op de cover van Teen Vogue heeft gestaan.
In 2006 speelde Watson Hermelien in The Queens's Handbag, een speciale miniaflevering van Harry Potter, ter gelegenheid van de tachtigste verjaardag van koningin Elizabeth II. Naast haar namen ook Daniel Radcliffe (Harry Potter), Rupert Grint (Ron Wemel) en Matthew Lewis (Marcel Lubbermans) hun rollen voor deze miniaflevering weer op zich.

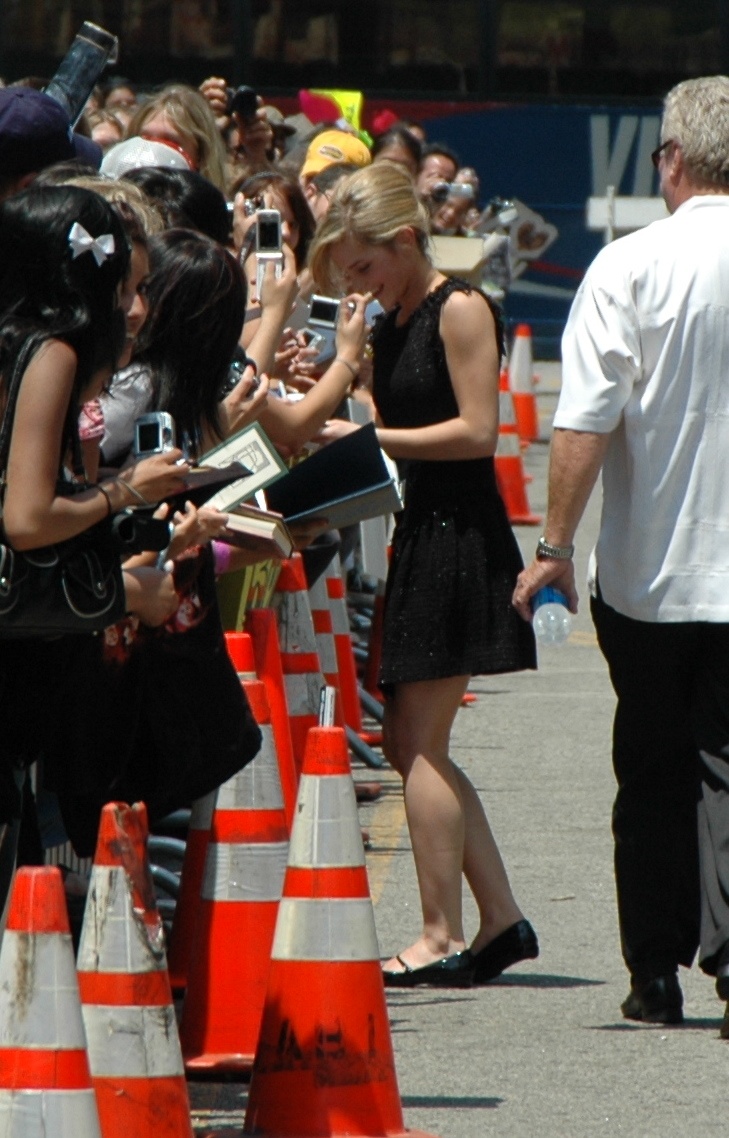
Emma Watson geeft handtekeningen na de Hand, Foot and Wand ceremonie buiten het Grauman's Chinese Theater.

 Op 11 juli 2007 ging Harry Potter en de Orde van de Feniks in première. Ook hierin speelde Watson de rol van Hermelien. Deze film was al op de dag van de première een enorm kassucces. In het openingsweekend haalde de film wereldwijd 332,7 miljoen dollar binnen en brak destijds het record voor de openingsdag van een film. Watson won bij de eerste National Movie Awards de prijs voor "beste prestatie door een actrice". De drie hoofdrolspelers, Watson, Radcliffe en Grint, werden steeds populairder. Ze lieten een afdruk van hun handen, voeten en toverstokken achter voor het Grauman's Chinese Theater in Hollywood op 9 juli 2007.
Ondanks het succes van De Orde van de Feniks, werd de toekomst van de Harry Potter filmserie in twijfel getrokken. Het was voor alle drie hoofdrolspelers onzeker of ze door zouden gaan met de verfilming van de laatste twee boeken. Uiteindelijk tekende Radcliffe toch voor de laatste films op 2 maart 2007, maar Watson aarzelde toen nog steeds. Ze legde uit dat de beslissing belangrijk was, omdat het filmen voor de films ruim vier jaar zou gaan duren. Uiteindelijk gaf ze toe dat ze "(de rol van) Hermelien niet los kon laten" toen ze voor de laatste films tekende op 23 maart 2007. In ruil voor het tekenen voor de laatste twee films, werd Emma Watsons salaris verdubbeld naar 2 miljoen pond per film. Ze gaf toe dat "op het eind de plussen opwogen tegen de minnen", hierbij was de verdubbeling van het salaris doorslaggevend.
Het filmen voor Harry Potter en de Halfbloed Prins begon eind 2007, waarvan Watsons deel werd gefilmd van 18 december tot 17 mei 2008. De film ging op 15 juli 2009 in première in het grootste deel van Europa waaronder het Verenigd Koninkrijk en Nederland.
Het filmen voor de laatste films in de Harry Potter filmserie, Harry Potter and the Deathly Hallows part 1 en Harry Potter and the Deathly Hallows part 2 begon op 18 februari 2009. De film is opgesplitst in twee delen die tegelijkertijd worden opgenomen. De films zijn in november 2010 (deel 1) en juli 2011 (deel 2) in première gegaan. Op 4 juni 2010 waren de laatste opnames van Harry Potter. Voor zowel Watson als voor de andere tegenspelers was het een droevig en emotioneel afscheid.

### Ander werk
De eerste film buiten Harry Potter voor Watson was de televisiefilm Ballet Shoes in 2007. "Ik zou weer teruggaan naar school na het filmen van Harry Potter en de Orde van de Feniks, maar ik kon Ballet Shoes niet weerstaan. Het scenario sprak me erg aan." zei Watson. In de verfilming door de BBC van de gelijknamige roman van Noel Streatfield speelt Watson de aspirant-actrice Pauline Fossil, de oudste van drie zusjes, waar het verhaal om draait. Regisseuse Sandra Goldbacher zei: "Emma was perfect voor Pauline ... Ze heeft een doordringend, delicaat aura waardoor je naar haar wilt blijven kijken." Ballet Shoes werd uitgezonden op tweede kerstdag in het Verenigd Koninkrijk. Er keken ongeveer 5,2 miljoen mensen (kijkdichtheid 22%). De film kreeg over het algemeen matige recensies. The Times beschreef het als "voortgaand met weinig emotionele investering van magie of dramatisch momentum". Het optreden van de acteurs werd echter positief beoordeeld. The Daily Telegraph schreef: "De film was goed uitgevoerd, vooral omdat het bevestigde hoe goed jonge acteurs tegenwoordig zijn."
Watson had ook een stemrol in de animatiefilm The Tale of Desperaux, een komische kinderfilm met onder meer Matthew Broderick en Tracey Ullman, die uitkwam in december 2008. Watson deed de stem van Princess Pea in de film.
Naast filmwerk heeft Watson ook modellenwerk gedaan. In 2006 heeft ze voor Elle Girl een fotoshoot en interview gedaan en ze stond ook op de cover van die uitgave. Daarnaast stond Emma op de cover van Elle Magazine en Teen Vogue in de uitgave van augustus 2009.
Ander werk van Watson is nog beperkt, omdat ze eerst wil studeren. Ondanks een storm van geruchten in april 2008, die haar naam in verband brachten met de rol van 'Betsy' Bonaparte in een nog op te nemen film Napoleon and Betsy, kwam de productie nooit op gang.
Eerder zou Watson de rol van Harley Quinn in Suicide Squad op zich nemen, later zag ze hiervan af en vertolkte Margot Robbie die rol.
Watson heeft gezegd dat ze mode vergelijkbaar vindt met kunst, dat ze als schoolvak heeft gehad. In september 2008 vertelde ze aan een blogger: "Ik heb me heel erg op kunst geconcentreerd en mode is daar een geweldige verlenging van.

### Maatschappelijk betrokken
In 2014 werd Watson "goodwill ambassador" voor de Verenigde Naties, waar zij zich ging inzetten voor gelijke rechten van vrouwen en mannen en het mondiger maken van vrouwen. 
Zij hield een toespraak in het hoofdkwartier van de VN waarbij zij de "HeForShe-campagne" lanceerde, waar mannen worden uitgenodigd op te komen voor een gelijkwaardige behandeling van vrouwen.
In 2015 vertelde Malala Yousafzai dat die speech haar had doen besluiten zich als feministe te beschouwen.
Onder andere bracht zij in deze functie op wereldmeisjesdag een bezoek aan Malawi, waar juist de huwelijksleeftijd voor kinderen verhoogd was naar 18 jaar. Meisjes krijgen daardoor meer kansen op het voltooien van hun opleiding.
In 2019 werd zij uitgenodigd deel uit te maken van een panel over vrouwenrechten om leiders van de G7 te adviseren. In 2021 lieten feministische activisten via haar Instagram-account van zich horen tijdens de Cop26 in Glasgow.
Begin januari 2022 postte zij een foto op Instagram van een pro-Palestijnse demonstratie met daaroverheen de tekst "Solidarity is a verb" (Solidariteit is een werkwoord). Met daarbij een citaat van Sara Ahmed ("intersectional feminist scholar") over haar zienswijze van dit begrip. Israëlische officials als Danny Danon ("10 points from Gryffindor for being an antisemite") en Gilad Erdan bekritiseerden haar daarover. De afbeelding werd in 2021 gemaakt door Bad Activist Collective tijdens en naar aanleiding van het Israëlisch-Palestijns conflict (2021).

## Prijzen
| Jaar | Organisatie                          | Prijs                                                                             | Film                                     | Uitslag     |
| ---- | ------------------------------------ | --------------------------------------------------------------------------------- | ---------------------------------------- | ----------- |
| 2002 | Young Artist Awards                  | Best Performance in a Feature Film – Leading Young Actress                        | Harry Potter en de Steen der Wijzen      | Gewonnen    |
| 2002 | Phoenix Film Critics' Society Awards | Best Youth Performance                                                            | Harry Potter en de Steen der Wijzen      | Genomineerd |
| 2002 | Saturn Award                         | Best Performance by a young actor                                                 | Harry Potter en de Steen der Wijzen      | Genomineerd |
| 2002 | Empire Award                         | Best Debut (met Daniel Radcliffe en Rupert Grint)                                 | Harry Potter en de Steen der Wijzen      | Genomineerd |
| 2002 | American Moviegoer Awards            | Outstanding Supporting Actress                                                    | Harry Potter en de Steen der Wijzen      | Genomineerd |
| 2002 | Young Artist Awards                  | Best Ensemble in Feature Film                                                     | Harry Potter en de Steen der Wijzen      | Genomineerd |
| 2003 | Phoenix Film Critics' Society Awards | Best Acting Ensemble                                                              | Harry Potter en de Geheime Kamer         | Genomineerd |
| 2003 | Otto Awards                          | Best Female Film Star (Zilver)                                                    | Harry Potter en de Geheime Kamer         | Gewonnen    |
| 2003 | AOL Moviegoer Awards                 | Best Supporting Actress                                                           | Harry Potter en de Geheime Kamer         | Gewonnen    |
| 2003 | Phoenix Film Critics' Society Awards | Best Performance by a Youth in a Leading or Supporting Role, Female               | Harry Potter en de Geheime Kamer         | Gewonnen    |
| 2004 | Otto Awards                          | Best Female Film Star (Zilver)                                                    | Harry Potter en de Gevangene van Azkaban | Gewonnen    |
| 2004 | Otto Awards                          | Best Actress (Brons)                                                              | Harry Potter en de Gevangene van Azkaban | Gewonnen    |
| 2004 | Otto Awards                          | Favourite Actress (Zilver)                                                        | Harry Potter en de Gevangene van Azkaban | Gewonnen    |
| 2004 | ITV Celebrity Awards                 | Young Talent of the Year                                                          | Harry Potter en de Gevangene van Azkaban | Genomineerd |
| 2004 | Total Film                           | Child Performance of the Year                                                     | Harry Potter en de Gevangene van Azkaban | Gewonnen    |
| 2004 | Moviefone Moviegoers Awards          | Best Supporting Actress                                                           | Harry Potter en de Gevangene van Azkaban | Gewonnen    |
| 2004 | Broadcast Film Critics Association   | Best Young Actress                                                                | Harry Potter en de Gevangene van Azkaban | Genomineerd |
| 2005 | Otto Awards                          | Best Female Film Star (Goud)                                                      | Harry Potter en de Gevangene van Azkaban | Gewonnen    |
| 2005 | Broadcast Film Critics Association   | Best Young Actress                                                                | Harry Potter en de Vuurbeker             | Genomineerd |
| 2006 | Otto Awards                          | Best Female Film Star (Goud)                                                      | Harry Potter en de Vuurbeker             | Gewonnen    |
| 2006 | MTV Movie Awards                     | Best On-Screen Team                                                               | Harry Potter en de Vuurbeker             | Genomineerd |
| 2006 | Relly Awards (Regis & Kelly show)    | Best Junior Achiever                                                              | Harry Potter en de Vuurbeker             | Genomineerd |
| 2006 | SyFy Genre Awards                    | Best Actress                                                                      | Harry Potter en de Vuurbeker             | Gewonnen    |
| 2006 | SyFy Genre Awards                    | Best Young Actor                                                                  | Harry Potter en de Vuurbeker             | Gewonnen    |
| 2006 | Xpress Magazine Penguin Awards       | Best Actress                                                                      | Harry Potter en de Vuurbeker             | Gewonnen    |
| 2006 | Empire Award                         | Outstanding Contribution to British Cinema (met Daniel Radcliffe en Rupert Grint) | Harry Potter en de Vuurbeker             | Gewonnen    |
| 2007 | ITV National Movie Awards            | Best Female Performance                                                           | Harry Potter en de Orde van de Feniks    | Gewonnen    |
| 2007 | UK Nickelodeon Kids' Choice Awards   | Best Movie Actress                                                                | Harry Potter en de Orde van de Feniks    | Gewonnen    |
| 2008 | UK Empire Awards                     | Best Actress                                                                      | Harry Potter en de Orde van de Feniks    | Genomineerd |
| 2008 | Constellation Award                  | Best Female Performance                                                           | Harry Potter en de Orde van de Feniks    | Gewonnen    |
| 2008 | Otto Awards                          | Best Female Film Star (Goud)                                                      | Harry Potter en de Orde van de Feniks    | Gewonnen    |
| 2008 | SyFy Genre Awards                    | Best Actress                                                                      | Harry Potter en de Orde van de Feniks    | Gewonnen    |
| 2008 | Glamour Awards                       | Best UK TV Actress                                                                | Ballet Shoes                             | Genomineerd |
| 2013 | MTV Movie Awards                     | MTV Trailblazer                                                                   | Carrière algemeen                        | Gewonnen    |